# Marco Banguli
Marco Banguli N’sambwe Mbali fut ministre des Finances de la république démocratique du Congo du 18 novembre 2005 au 6 février 2007. Il a remplacé André-Philippe Futa à ce poste par le décret no 5/159 du 18 novembre 2005, portant Réaménagement du gouvernement de la transition.
Pendant la transition de Mobutu, il fut ministre de l'Économie et des Finances du gouvernement Kengo et président fédéral pour la Ville de Kinshasa du parti politique UDI (Kengo).
Avant de commencer sa carrière politique en 1990, il fut un homme d'affaires et industriel à Kinshasa (usine de fabrication des climatiseurs FANAIR).
Après le Dialogue intercongolais, il intègre le parti PPRD de Joseph Kabila jusqu'à ce jour.
Ce natif de Kinshasa, grand technocrate et homme de rigueur dans la gestion des affaires de l'État, a laissé ses marques dans les services du ministère des Finances de la RDC.
Il a par ailleurs conduit avec succès la campagne électorale de Kabila au second tour dans la ville de Kinshasa (septembre-octobre 2006).
Actuellement[Quand ?] il dirige la CODEK (Convention pour le Développement de Kinshasa) une organisation qui est la fois une ONG et un mouvement des masses en appui au PPRD à Kinshasa.